# Jaryszów (województwo lubuskie)
Jaryszów (niem. Gersdorf) – wieś w Polsce położona w województwie lubuskim, w powiecie żarskim, w gminie Jasień.
W latach 1945-54 siedziba gminy Jaryszów. W latach 1975–1998 miejscowość administracyjnie należała do województwa zielonogórskiego.